# 皇帝属州

117年のローマ帝国の版図。元老院属州（ピンク）と皇帝属州（緑）、駐屯地の司令官が支配していた属州（灰色）である。

皇帝属州（こうていぞくしゅう）とは、ローマ帝国でローマ皇帝が属州総督を任命する権限のある属州。軍団の駐留地たる防衛線の境域に多く、属州統治により能力を必要とされる。皇帝にその能力を見込まれた人材が総督に任命され、任期も必要に応じて長くなることもあった。これに対して元老院が任命するのは元老院属州という。元々はアウグストゥス帝の時代に、アウグストゥス本人が元老院より複数の属州総督を任ぜられ、単独での複数属州を統治することの非現実性から、代理を立てた事が皇帝が任命する属州が誕生した起源とされている。ローマ帝国では皇帝属州は「元老院が皇帝を総督に任命した属州」として扱われている為、法制度上の元老院属州との違いは無く、総督の任命権は皇帝属州を含め表向きは元老院にある。皇帝に任命された皇帝属州の総督はあくまでも皇帝の代理であり、制度上の皇帝属州の正式な総督は皇帝本人である。
- アエギュプトゥス(Aegyptus)
- アルペス(Alpes)（コッティアエ(Cottiae), マリティマエ(Maritimae), ポエニナエ(Poeninae) の3州）
- キリキア(Cilicia)
- ダルマティア(Dalmatia)
- ガラティア(Galatia)
- ガリア(Gallia)（アクィタニア(Aquitania), ベルギカ(Belgica), ルグドゥネンシス(Lugudnensis)）
- ゲルマニア(Germania)（高地(Superior), 低地(Inferior)）
- タラコネンシス(Tarraconensis)（イベリア半島の一州）
- ルシタニア(Lusitania)
- モエシア(Moesia)
- ノリクム(Noricum)
- パンノニア(Pannonia)
- ラエティア(Raetia)
- サルディニア・コルシカ(Sardinia et Corsica)
- シュリア(Syria)
- トラキア(Thracia)